# Gagea ulazsaica
Gagea ulazsaica är en liljeväxtart som beskrevs av Igor Germanovich Levichev. Gagea ulazsaica ingår i Vårlökssläktet och i familjen liljeväxter. Inga underarter finns listade.